# Matthias Althoff
Matthias Althoff (* 6. März 1981 in Freising) ist ein deutscher Informatiker und Professor am Lehrstuhl „Echtzeitsysteme und Robotik“ an der Fakultät für Informatik der Technischen Universität München.

## Leben
Matthias Althoff studierte Mechatronik und Informationstechnik an der Technischen Universität München.
Im Jahre 2010 promovierte er an der Technischen Universität München. Von 2010 bis 2012 war er Postdoktorand an der Carnegie Mellon University in den USA und führte von 2012 bis 2013 das Fachgebiet Automatisierungssysteme an der TU Ilmenau als Juniorprofessor. Seit 2013 ist er Professor für Cyber-Physical Systems an der Technischen Universität München.

## Auszeichnungen
- 2009: Best Poster Award, IEEE (Intelligent Vehicles Symposium)
- 2012: Best Paper Award, IEEE / ACM William J. McCalla ICCAD

## Werke
- Matthias Althoff, Bruce H. Krogh, Olaf Stursberg: Analyzing Reachability of Linear Dynamic Systems with Parametric Uncertainties; Springer, Berlin 2011, ISBN 978-3-642-15955-8.